# Zoner Photo Studio

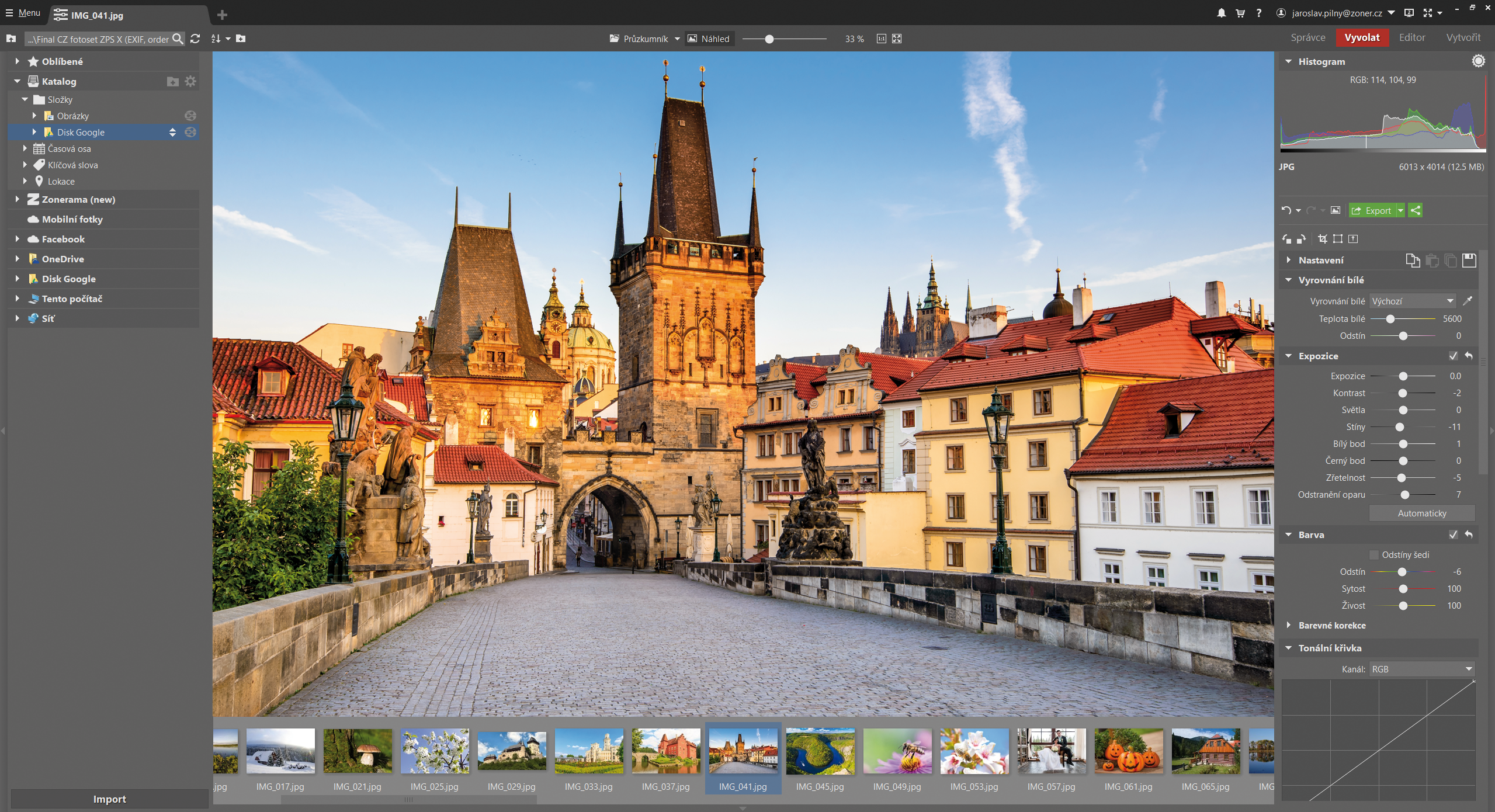
Captura de pantalla de Zoner Photo Studio X

Zoner Photo Studio es un programa desarrollado por empresa checa Zoner Software. El editor de retoque y organización de fotos es uno de los más usados en su país de origen así como es utilizado ampliamente en todo el mundo. El programa actualmente sólo está disponible para Windows.

## Historía
Zoner Software fue fundado en 1993. Un año después se lanza Zoner Media Explorer, un producto precursor, y registra más de 100.000 usuarios en poco tiempo. En 2004 se desarrolla y lanza el primer programa Zoner Photo Studio. Zoner se enfoca oficialmente en el auge de la fotografía digital. Cada año la empresa lanzó una nueva versión del programa. La versión actual Zoner Photo Studio X se lanzó en 2016, en español llegó en febrero de 2017. ZPS X soporte capas y las licencias se consiguen mediante la suscripción anual.

## Requisitos al sistema
```
OS: Microsoft Windows 7* / 8 / 8.1 / 10 (32 o 64 bits) 
```

Procesador: Intel o AMD con soporte de SSE2 
Memoria: 2 GB RAM 
HDD: mín. 350 MB libres en el disco 
Resolución: 1280 × 800 y más